# Teoría de orbitales moleculares frontera
En química , la teoría de orbitales moleculares frontera es una aplicación de la teoría de los orbitales moleculares que describe las interacciones HOMO/LUMO/SOMO.

## Historia
En 1952, Kenichi Fukui publicó un artículo en el Journal of Chemical Physics titulado "Una teoría molecular de la reactividad en hidrocarburos aromáticos". Aunque fue ampliamente criticado en ese momento, más tarde compartió el Premio Nobel de Química con Roald Hoffmann por su trabajo en los mecanismos de reacción. El trabajo de Hoffman se centró en crear un conjunto de cuatro reacciones pericíclicas de química orgánica, basadas en la simetría orbital, que publicó junto con Robert Burns Woodward, titulando el artículo como "La conservación de la simetría orbital".
El propio trabajo de Fukui examinó los orbitales fronterizos, y en particular los efectos del Orbital Molecular Ocupado Más Alto (HOMO) y el Orbital Molecular No Ocupado Más Bajo (LUMO) sobre los mecanismos de reacción, lo que llevó a que se llamara Teoría del Orbital Molecular Fronterizo (Teoría FMO). Utilizó estas interacciones para comprender mejor las conclusiones de las reglas de Woodward-Hoffmann.

## Teoría
Fukui se dio cuenta de que se podía encontrar una buena aproximación para la reactividad mirando los orbitales fronterizos (HOMO/LUMO). Esto se basó en tres observaciones principales de la teoría de los orbitales moleculares cuando dos moléculas interactúan:
1. Los orbitales ocupados de diferentes moléculas se repelen entre sí.
2. Las cargas positivas de una molécula atraen las cargas negativas de la otra.
3. Los orbitales ocupados de una molécula y los orbitales desocupados de la otra (especialmente el HOMO y LUMO) interactúan entre sí causando atracción.

## Aplicación
La reacción de Diels-Alder entre el anhídrido maleico y el ciclopentadieno está permitida por las reglas de Woodward-Hoffmann porque hay seis electrones moviéndose suprafacialmente y no hay electrones moviéndose antarafacialmente. Por lo tanto, hay un componente (4q + 2)s y no (4r)a, lo que significa que la reacción está permitida térmicamente.
La teoría FMO también encuentra que esta reacción está permitida y va aún más lejos al predecir su estereoselectividad, que es imposible de conocer por las reglas de Woodward-Hoffmann. Como se trata de un [4 + 2], la reacción puede simplificarse considerando la reacción entre butadieno y eteno . El HOMO de butadieno y el LUMO del eteno son antisimétricos (simétricos rotacionalmente), lo que significa que la reacción está permitida. 